# Смирнов, Александр Викторович
Алекса́ндр Ви́кторович Смирно́в (род. 11 октября 1984, Калинин) — российский фигурист, выступавший в парном фигурном катании. Партнерша — российская фигуристка японского происхождения Юко Кавагути. Они — чемпионы Европы 2010 и 2015 годов, серебряные призёры командного чемпионата мира 2015 года, трёхкратные чемпионы России (2008— 2010 год) и двукратные бронзовые призёры чемпионата мира (2009 и 2010). Заслуженный мастер спорта России. По состоянию на январь 2017 года пара занимала 7-е место в рейтинге Международного союза конькобежцев (ИСУ).

## Карьера
На коньки Александр встал в 4 года. До 17 лет занимался как одиночник в Твери, затем переехал в Санкт-Петербург и тренировался в у Людмилы Смирновой, а позже в группе у Николая Великова.
Первой партнершей была Александра Данилова, затем — Екатерина Васильева. С Васильевой они были шестыми на чемпионате мира среди юниоров 2006 года. Затем дуэт распался. Васильева встала в пару с Даниэлем Венде и два сезона представляла Германию.
Весной 2006 года Николай Матвеевич Великов предложил Александру попробовать покататься в паре с японкой Юко Кавагути. У этой пары сразу стало многое получаться. Они перешли к Тамаре Николаевне Москвиной — такое желание высказала Юко. В 2006 году произвели сенсацию став на этапе Гран-При «Cup of Russia» сразу третьими.
Чемпионат России и чемпионат Европы 2007 года Кавагути/Смирнов пропустили из-за травмы Юко (она сломала ногу на тренировке). На чемпионате мира того же года они стали девятыми.
В 2008 году пара выигрывает чемпионат России, становится третьей в Европе и четвёртой в мире.
Начиная с этого сезона дуэт включает в свои программы выброс сальхов в четыре оборота, но более-менее чисто они сделали его только в произвольной программе на чемпионате Европы в Загребе.
В сезоне 2008—2009, пара участвовала в Гран-при по фигурному катанию, выиграла этап «Skate Canada», стала серебряными призёрами на этапе «Cup of Russia» и, второй раз в карьере, отобралась в финал, где опять стала пятой. На чемпионате России 2009 года Юко и Александр защитили свой титул чемпионов страны. На чемпионате Европы завоевали серебряную медаль. На чемпионате мира 2009, после короткой программы, были вторыми следом за Алёной Савченко и Робином Шолковы, но в произвольной Юко упала с четверного выброса и они проиграли китайской паре Дань Чжан и Хао Чжан в борьбе за серебряные медали всего 0.13 баллов — стали третьими. Это их первая медаль мирового первенства.
В 2010 году Юко и Александр Смирнов стали победителями чемпионата Европы в Таллине, опередив Алёну Савченко и Робина Шолковы на 1,43 балла.
На Олимпиаде 2010 в Ванкувере они были третьими после исполнения короткой программы, но допустили ряд серьёзных ошибок в произвольной и стали четвёртыми. После чемпионата мира, где пара повторила свой прошлогодний результат и вновь завоевала бронзовые медали.
В апреле 2010 года Юко перенесла операцию на плече. И, хотя восстановление прошло успешно, было решено сняться с одного из этапов Гран-прив Канаде. Пара выступила в Москве на Cup of Russia, где лидировала после короткой программы и выиграла соревнование, на 17 баллов опередив обладателей второго места. Несмотря на победу в России, имея всего одно участие в серии Гран-при в сезоне, Юко и Александр не смогли отобраться в Финал, проходивший в Пекине. На чемпионате России, из-за ошибки в исполнении параллельного прыжка, пара идет второй после короткой программы и сохраняет ту же позицию в произвольной и в итоговом протоколе. На первенстве Европы 2011 года завоевали «серебро», при этом выиграв у победителей, немцев Савченко и Шолковы, произвольную программу.
Чемпионат мира 2011 изначально должен был пройти в марте на родине Юко в Токио, но из-за разрушительного цунами, вызванного землетрясением, было принято решение перенести мероприятие на конец апреля в Москву. Короткую программу пара катала последней из 22 дуэтов и не обошлась без погрешностей: падение Александра на дорожке шагов оставило россиян на промежуточном 5-м месте. Произвольную программу Юко и Александр исполнили с единственной ошибкой — падением на выбросе — и заработали 124.82 балла. В итоге пара финишировала на 4-м месте.
В сезоне 2011—2012 пара Кавагути/Смирнов получает возможность принять участие сразу в трех этапах серии Гран-при. Первое соревнование в Китае они достаточно легко выигрывают, по ходу турнира лидировав и в короткой, и произвольной и финишировав со счетом 186.74. В японском Саппоро на NHK Trophy выступить так же безупречно не получается: в короткой Юко падает с недокрученного тройного тулупа, и вместе с понижениями уровня исполнения других элементов пара опускается на промежуточное 5-е место. Тем не менее, Юко и Александру удается переломить ситуацию в произвольной в свою пользу и снова финишировать первыми, опередив действующих чемпионов мира Алёну Савченко и Робина Шолковы. Победа в Японии позволила Кавагути и Смирнову квалифицироваться в финал Гран-при. На Кубке России пара завоевывает серебро, получив 197.84 балла за обе программы. Эта медаль становится для них 6-й подряд на российском этапе. В финале серии российская пара идет 4-й после короткой программы, а в произвольной им удается отыграться на одну позицию и выиграть бронзу. На данный момент это их единственная медаль, завоеванная в финалах серии Гран-при.
20 декабря 2011 года Тамара Москвина сообщает, что её подопечные пропустят чемпионат России в связи с проблемами со здоровьем партнера. В начале января следующего года Александр переносит операцию по удалению аппендицита и кишечной грыжи. По этой же причине паре приходится сняться с Чемпионата Европы, который проходил в британском Шеффилде.
Неудачное исполнение поддержки, окончившейся падением, отбросило Кавагути и Смирнова на 11-е место после короткой программы на чемпионате Мира в Ницце. Не успев восстановиться должным образом после операции партнера, пара была вынуждена по ходу проката произвольной отказаться от поддержки (0 баллов за элемент), и, таким образом, осталась за пределами призовой тройки. Итоговый результат — 7-е место и 182.42 балла по сумме двух программ.
Летом 2012 года Александр переносит операцию на мениске правого колена. После тестовых прокатов в августе, пара принимает решение заменить запланированную короткую программу (музыкальную партию из мюзикла «Кошки» на вальс И. Штрауса «На прекрасном голубом Дунае»).
Первым соревнованием в новом сезоне стал Кубок Китая: в отличие от более успешного прошлогоднего выступления, на этот раз российская пара уступает золото местным любимцам — паре Пан Цин — Тун Цзянь. На этапе в Париже россияне выигрывают короткую, а в произвольной финишируют вторыми, но имеющийся после первого дня запас баллов позволяет Кавагути/Смирнову впервые стать чемпионами Trophée Eric Bompard. В финале Гран-При сезона 2012—2013 Кавагути и Смирнов выступили неудачно: хорошему выступлению помешали падение Юко на выбросе и ошибки обоих при исполнении параллельного тройного тулупа в короткой программе, ошибка на прыжке и понижение уровня исполнения элементов в произвольной. В итоге пара занимает последнее 6-е место.
Немного реабилитироваться удалось на первенстве России: практически без ошибок исполнив обе программы (единственная помарка — касание рукой льда на выбросе), Кавагути и Смирнов занимают второе место вслед за парой Волосожар/Траньков.
Прокаты на Чемпионате Европы в Загребе вышли крайне неудачными: в короткой программе паре не позволили подняться выше 5-го места падение Александра на тройном тулупе, грубая ошибка Юко при приземлении выброса риттбергера и некачественное исполнение тодеса. В произвольной Смирнов делает «бабочку» на акселе, а затем следует падение. В итоговом протоколе они пятые, и впервые за пять выступлений ученикам Тамары Москвиной не удается выиграть медаль на континентальном первенстве.
В канадском Лондоне на чемпионате мира не самым удачным образом складывается произвольная: Смирнов, заходя на поддержку, столкнулся с бортом, из-за чего выполнить элемент паре не удалось. Фигуристы также с помаркой исполнили прыжковую комбинацию и в итоге заняли шестое место.
Начало Олимпийского сезона 2013—2014 принесло для пары новое испытание: во время всероссийского Мемориала Николая Панина-Коломенкина, который проходит в Санкт-Петербурге, Александр получил травму колена. У спортсмена был диагностирован разрыв связки надколенника, потребовалась операция. Как результат, фигуристам пришлось пропустить все намеченные в сезоне соревнования, в том числе и Олимпиаду в Сочи. В апреле Кавагути и Смирнов заявили, что планируют продолжить карьеру.
Новый сезон начался для пары в Германии на Nebelhorn Trophy, где они уверенно заняли первое место с суммой баллов 195.89, в произвольной программе исполнив сложный выброс сальхов в четыре оборота. Этот же элемент удалось успешно выполнить и на Skate America. Улучшив собственные рекорды, пара выигрывает соревнования, показав общую сумму в 209.16 баллов. В Японии пара выигрывает серебро, но в финале Гран-при их вновь преследует неудача: Кавагути/Смирнов занимают последнее 6-е место. На чемпионате России пара финиширует третьей, а в следующем году, в январе, наступает белая полоса: Юко и Александр во второй раз в карьере выигрывают европейский чемпионат. Развить успех на чемпионате мира не удается: здесь они только пятые.
Заключительным соревнованием в сезоне становится командный чемпионат мира в Японии, где команда России при участии Кавагути и Смирнова становится обладателем серебряной медали.
Сезон 2015—2016 начинается для пары с победы на турнире Мордовские узоры в Саранске. На этапе Гран-при в Китае Юко Кавагути и Александр Смирнов становятся первой парой, исполнившей в произвольной программе два четверных выброса: сальхов и риттбергер. В итоге им удается победить вице-чемпионов мира, пару Суй Вэньцзин — Цун Хань, и завоевать золотую медаль. На следующем этапе Гран-при в России пара заняла третье место и это позволило им выйти в финал Гран-при. На самом финале фигуристы превзошли самих себя они повторили свои прежние достижения и завоевали бронзовую медаль. На национальном чемпионате фигуристы боролись за второе место и на несколько сотых превзошли соперников. За несколько дней до старта в Братиславе Юко получила травму. Пара досрочно завершила сезон.
Все эксперты думали, что российские фигуристы на этом завершат карьеру, однако фигуристы продолжили выступления. Предолимпийский сезон пара начала в Словакии на Мемориале Непелы, где они заняли второе место. В конце октября российские фигуристы выступали на этапе Гран-при в Миссиссоге, где на Кубке федерации Канады заняли место в середине турнирной таблицы. На своём втором в сезоне выступление на этапе Гран-при в Китае Юко и Александр заняли на Кубке Китая место в середине турнирной таблицы. В конце декабря фигуристы выступили в Челябинске на чемпионате России, где заняли в упорной борьбе пятое место
22 сентября 2017 года фигуристы заявили о завершении спортивной карьеры.

## Тренерская работа
В начале 2016 года Александр оказался без партнёрши, которая была травмирована. Тогда он решил попробовать себя тренером и принял литовский парный дуэт Года Буткуте и Никита Ермолаев. С ними он дебютировал, как тренер, на мировом чемпионате в Бостоне.

## Награды и звания
- Благодарность Президента Российской Федерации (5 марта 2010 года) — за заслуги в развитии физической культуры и спорта, высокие спортивные достижения на Играх XXI Олимпиады 2010 года в Ванкувере[18]
- Лучший в спорте Санкт-Петербурга (Правительство Санкт-Петербурга, 2 февраля 2010 года)[19].
- Заслуженный мастер спорта России[20]

## Личная жизнь
Женат на Екатерине Гарус с 28.08.2010 года. 16 октября 2014 г. у Александра и его жены родился сын.

## Программы
(с Ю.Кавагути)
| Сезон     | Короткая программа | Произвольная программа | Показательные |
| --------- | --- | --- | --- |
| 2012—2013 | «На прекрасном голубом Дунае» Иоганн Штраус (сын) | «Февраль» Леонид Левашкевич                                                                                                 | |
| 2011—2012 | «All Alone» Джо Сатриани (постановка Пётр Чернышёв) | «Clair de Lune» Клод Дебюсси, в исполнении The APM Orchestra (постановка Пётр Чернышёв)                                     | «Очи чёрные» исп. Иван Ребров (постановка Игорь Бобрин и Наталья Бестемьянова)                                                           |
| 2010—2011 | «Так говорил Заратустра» Рихард Штраусс в исполнении Берлинского филармонического оркестра под рук. Герберта фон Караяна (постановка Игорь Бобрин и Наталья Бестемьянова) | «Clair de Lune» Клод Дебюсси, в исполнении The APM Orchestra (постановка Пётр Чернышёв)                                     | Habanera из оперы «Кармен» Жорж Бизе Love in Venice Эдвин Мартон Always With Me Юоми Кимура                                              |
| 2009—2010 | «Лебедь» Камиль Сен-Санс (постановка Татьяна Дручинина) | «Сентиментальный вальс» П. И. Чайковский и «На прекрасном голубом Дунае» Иоганн Штраус (сын) (постановка Татьяна Дручинина) | The Prophet Still Got the Blues Гэри Мур «На прекрасном голубом Дунае» Иоганн Штраус-сын                                                 |
| 2008—2009 | «Лебедь» Камиль Сен-Санс (постановка Пётр Чернышёв) | Музыка из оперы «Паяцы» Руджеро Леонкавалло (постановка Игорь Бобрин)                                                       | The Prophet Still Got the Blues Гэри Мур Сиртаки из фильма «Грек Зорба» Микис Теодоракис «На прекрасном голубом Дунае» Иоганн Штраус-сын |
| 2007—2008 | Интродукция и Рондо каприччиозо для скрипки с оркестром Камиль Сен-Санс                                                                                                   | Саундтрек к фильму «История любви» Франсис Ле                                                                               | The Prophet Still Got the Blues Гэри Мур Romance Time Георгий Свиридов Сиртаки из фильма «Грек Зорба» Микис Теодоракис                   |
| 2006—2007 | Интродукция и Рондо каприччиозо для скрипки с оркестром Камиль Сен-Санс                                                                                                   | Piano Concerto Камиль Сен-Санс Бразильская Бахиана Эйтор Вилла-Лобос и саундтрек к фильму «Ван Хельсинг» Алан Сильвестри    | Бразильская Бахиана Эйтор Вилла-Лобос |

## Спортивные достижения
(С Ю.Кавагути)
| Соревнования                    | 2006—2007 | 2007—2008 | 2008—2009 | 2009—2010 | 2010—2011 | 2011—2012 | 2012—2013 | 2014—2015 | 2015—2016 | 2016—2017 |
| ------------------------------- | --------- | --------- | --------- | --------- | --------- | --------- | --------- | --------- | --------- | --------- |
| Зимние Олимпийские игры         |           |           |           | 4         |           |           |           |           |           |           |
| Чемпионаты мира                 | 9         | 4         | 3         | 3         | 4         | 7         | 6         | 5         |           |           |
| Чемпионаты Европы               |           | 3         | 2         | 1         | 2         |           | 5         | 1         |           |           |
| Чемпионаты России               |           | 1         | 1         | 1         | 2         |           | 2         | 3         | 2         | 5         |
| Финалы Гран-при                 |           | 5         | 5         | 5         |           | 3         | 6         | 6         | 3         |           |
| Этапы Гран-при: Cup of China    |           |           |           |           |           | 1         | 2         |           | 1         | 6         |
| Этапы Гран-при: Skate America   |           |           |           |           |           |           |           | 1         |           |           |
| Этапы Гран-при: NHK Trophy      |           |           |           | 2         |           | 1         |           | 2         |           |           |
| Этапы Гран-при: Cup of Russia   | 3         | 3         | 2         | 2         | 1         | 2         |           |           | 2         |           |
| Этапы Гран-при: Skate Canada    |           | 3         | 1         |           |           |           |           |           |           | 5         |
| Этапы Гран-при: Trophée Bompard |           |           |           |           |           |           | 1         |           |           |           |
| Небелхорн Трофи                 |           |           |           |           |           |           |           | 1         |           |           |
| Командные чемпионаты мира       |           |           | 2/5*      |           |           |           |           | 2         |           |           |
| Международный кубок Ниццы       | 1         | 1         | 1         |           |           |           |           |           |           |           |
| Мордовские узоры                |           |           |           |           |           |           |           |           | 1         |           |
| Мемориал Непелы                 |           |           |           |           |           |           |           |           |           | 2         |

- * — место в личном зачете/командное место (с 2015 года личный зачёт не проводится).

(с Е.Васильевой)
| Соревнования                         | 2005—2006 |
| ------------------------------------ | --------- |
| Чемпионаты мира среди юниоров        | 6         |
| Чемпионаты России                    | 6         |
| 2005—2006 Юниорский Гран-При, Польша | 2         |